# Călugăreni, Arad
Călugăreni este un sat în comuna Felnac din județul Arad, Banat, România.